# Championnat du monde de Formule 1 1973
Navigation
1972 1974
Le championnat  du monde de Formule 1 1973 a été remporté par le Britannique Jackie Stewart sur une Tyrrell-Ford. Lotus remporte le championnat du monde des constructeurs.

## Règlement sportif
- L'attribution des points s'effectue selon le barème 9, 6, 4, 3, 2, 1.
- Seuls les sept meilleurs résultats des huit premières manches et les six meilleurs résultats des sept dernières manches sont retenus.

## Règlement technique
- Moteurs atmosphériques : 3 000 cm³
- Moteurs suralimentés : 1 500 cm3

## Pilotes et monoplaces
- Lotus : Emerson Fittipaldi et Ronnie Peterson
- Tyrrell : Jackie Stewart et François Cevert
- McLaren : Denny Hulme, Peter Revson et Jody Scheckter
- Ferrari : Jacky Ickx et Arturo Merzario
- BRM : Jean-Pierre Beltoise, Clay Regazzoni et Niki Lauda
- Brabham : Carlos Reutemann et Wilson Fittipaldi

Les principaux mouvements hivernaux concernent l'arrivée du suédois Ronnie Peterson chez Lotus en provenance de March et celles chez BRM de Clay Regazzoni non retenu par Ferrari et Niki Lauda en qualité de pilote payant.
| Écurie                                                                    | Constructeur | Châssis         | Moteur                                               | Pneus | Pilotes              | Manches disputées   |
| ------------------------------------------------------------------------- | ------------ | --------------- | ---------------------------------------------------- | ----- | -------------------- | ------------------- |
| John Player Team Lotus                                                    | Lotus        | 72D 72E         | Ford Cosworth DFV 3.0 V8                             | G     | Emerson Fittipaldi   | Toutes              |
| John Player Team Lotus                                                    | Lotus        | 72D 72E         | Ford Cosworth DFV 3.0 V8                             | G     | Ronnie Peterson      | Toutes              |
| Elf Team Tyrrell                                                          | Tyrrell      | 005 006         | Ford Cosworth DFV 3.0 V8                             | G     | Jackie Stewart       | Toutes              |
| Elf Team Tyrrell                                                          | Tyrrell      | 005 006         | Ford Cosworth DFV 3.0 V8                             | G     | François Cevert      | Toutes              |
| Elf Team Tyrrell                                                          | Tyrrell      | 005 006         | Ford Cosworth DFV 3.0 V8                             | G     | Chris Amon           | 14-15               |
| Motor Racing Developments                                                 | Brabham      | BT37 BT42       | Ford Cosworth DFV 3.0 V8                             | G     | Carlos Reutemann     | Toutes              |
| Motor Racing Developments                                                 | Brabham      | BT37 BT42       | Ford Cosworth DFV 3.0 V8                             | G     | Wilson Fittipaldi    | Toutes              |
| Motor Racing Developments                                                 | Brabham      | BT37 BT42       | Ford Cosworth DFV 3.0 V8                             | G     | Andrea De Adamich    | 4-6, 8-9            |
| Motor Racing Developments                                                 | Brabham      | BT37 BT42       | Ford Cosworth DFV 3.0 V8                             | G     | Rolf Stommelen       | 11-14               |
| Motor Racing Developments                                                 | Brabham      | BT37 BT42       | Ford Cosworth DFV 3.0 V8                             | G     | John Watson          | 9, 15               |
| Yardley Team McLaren                                                      | McLaren      | M19A M19C M23   | Ford Cosworth DFV 3.0 V8                             | G     | Denny Hulme          | Toutes              |
| Yardley Team McLaren                                                      | McLaren      | M19A M19C M23   | Ford Cosworth DFV 3.0 V8                             | G     | Peter Revson         | 1-7, 9-15           |
| Yardley Team McLaren                                                      | McLaren      | M19A M19C M23   | Ford Cosworth DFV 3.0 V8                             | G     | Jody Scheckter       | 3, 8-9, 14-15       |
| Yardley Team McLaren                                                      | McLaren      | M19A M19C M23   | Ford Cosworth DFV 3.0 V8                             | G     | Jacky Ickx           | 11                  |
| Scuderia Ferrari SpA SEFAC                                                | Ferrari      | 312 B2 312 B3   | Ferrari 001/1 3.0 Flat-12 Ferrari 001/11 3.0 Flat-12 | G     | Jacky Ickx           | 1-9, 13             |
| Scuderia Ferrari SpA SEFAC                                                | Ferrari      | 312 B2 312 B3   | Ferrari 001/1 3.0 Flat-12 Ferrari 001/11 3.0 Flat-12 | G     | Arturo Merzario      | 1-3, 6, 8, 12-15    |
| Clarke-Mordaunt-Guthrie Racing                                            | March        | 721G 731        | Ford Cosworth DFV 3.0 V8                             | F G   | Mike Beuttler        | 1-7, 9-15           |
| Clarke-Mordaunt-Guthrie Racing                                            | March        | 721G 731        | Ford Cosworth DFV 3.0 V8                             | F G   | Reine Wisell         | 8                   |
| STP March Racing Team                                                     | March        | 721G 731        | Ford Cosworth DFV 3.0 V8                             | G     | Jean-Pierre Jarier   | 1-3, 5-8, 12, 14-15 |
| STP March Racing Team                                                     | March        | 721G 731        | Ford Cosworth DFV 3.0 V8                             | G     | Henri Pescarolo      | 4                   |
| STP March Racing Team                                                     | March        | 721G 731        | Ford Cosworth DFV 3.0 V8                             | G     | Roger Williamson     | 9-10                |
| Brooke Bond Oxo Team Surtees Team Surtees Ceramica Pagnossin Team Surtees | Surtees      | TS9A TS9B TS14A | Ford Cosworth DFV 3.0 V8                             | F     | Mike Hailwood        | Toutes              |
| Brooke Bond Oxo Team Surtees Team Surtees Ceramica Pagnossin Team Surtees | Surtees      | TS9A TS9B TS14A | Ford Cosworth DFV 3.0 V8                             | F     | José Carlos Pace     | Toutes              |
| Brooke Bond Oxo Team Surtees Team Surtees Ceramica Pagnossin Team Surtees | Surtees      | TS9A TS9B TS14A | Ford Cosworth DFV 3.0 V8                             | F     | Luiz Bueno           | 2                   |
| Brooke Bond Oxo Team Surtees Team Surtees Ceramica Pagnossin Team Surtees | Surtees      | TS9A TS9B TS14A | Ford Cosworth DFV 3.0 V8                             | F     | Andrea De Adamich    | 3                   |
| Brooke Bond Oxo Team Surtees Team Surtees Ceramica Pagnossin Team Surtees | Surtees      | TS9A TS9B TS14A | Ford Cosworth DFV 3.0 V8                             | F     | Jochen Mass          | 9, 11, 15           |
| Marlboro BRM                                                              | BRM          | P160C P160D     | BRM P142 3.0 V12                                     | F     | Jean-Pierre Beltoise | Toutes              |
| Marlboro BRM                                                              | BRM          | P160C P160D     | BRM P142 3.0 V12                                     | F     | Clay Regazzoni       | 1-13, 15            |
| Marlboro BRM                                                              | BRM          | P160C P160D     | BRM P142 3.0 V12                                     | F     | Niki Lauda           | Toutes              |
| Marlboro BRM                                                              | BRM          | P160C P160D     | BRM P142 3.0 V12                                     | F     | Peter Gethin         | 14                  |
| Frank Williams Racing Cars                                                | Iso-Marlboro | FX3B IR         | Ford Cosworth DFV 3.0 V8                             | F     | Nanni Galli          | 1-2, 4-6            |
| Frank Williams Racing Cars                                                | Iso-Marlboro | FX3B IR         | Ford Cosworth DFV 3.0 V8                             | F     | Howden Ganley        | Toutes              |
| Frank Williams Racing Cars                                                | Iso-Marlboro | FX3B IR         | Ford Cosworth DFV 3.0 V8                             | F     | Jackie Pretorius     | 3                   |
| Frank Williams Racing Cars                                                | Iso-Marlboro | FX3B IR         | Ford Cosworth DFV 3.0 V8                             | F     | Tom Belsø            | 7                   |
| Frank Williams Racing Cars                                                | Iso-Marlboro | FX3B IR         | Ford Cosworth DFV 3.0 V8                             | F     | Henri Pescarolo      | 8, 11               |
| Frank Williams Racing Cars                                                | Iso-Marlboro | FX3B IR         | Ford Cosworth DFV 3.0 V8                             | F     | Graham McRae         | 9                   |
| Frank Williams Racing Cars                                                | Iso-Marlboro | FX3B IR         | Ford Cosworth DFV 3.0 V8                             | F     | Gijs van Lennep      | 10, 12-13           |
| Frank Williams Racing Cars                                                | Iso-Marlboro | FX3B IR         | Ford Cosworth DFV 3.0 V8                             | F     | Tim Schenken         | 14                  |
| Frank Williams Racing Cars                                                | Iso-Marlboro | FX3B IR         | Ford Cosworth DFV 3.0 V8                             | F     | Jacky Ickx           | 15                  |
| UOP Shadow Racing Team                                                    | Shadow       | DN1             | Ford Cosworth DFV 3.0 V8                             | G     | Jackie Oliver        | 3-15                |
| UOP Shadow Racing Team                                                    | Shadow       | DN1             | Ford Cosworth DFV 3.0 V8                             | G     | George Follmer       | 3-15                |
| UOP Shadow Racing Team                                                    | Shadow       | DN1             | Ford Cosworth DFV 3.0 V8                             | G     | Brian Redman         | 15                  |
| Scuderia Scribante Lucky Strike Racing                                    | Lotus        | 72D             | Ford Cosworth DFV 3.0 V8                             | F     | Dave Charlton        | 3                   |
| Blignaut Lucky Strike Racing                                              | Tyrrell      | 004             | Ford Cosworth DFV 3.0 V8                             | G     | Eddie Keizan         | 3                   |
| Embassy Racing                                                            | Shadow       | DN1             | Ford Cosworth DFV 3.0 V8                             | G     | Graham Hill          | 4-15                |
| Martini Racing                                                            | Tecno        | PA123/6         | Tecno Series-P 3.0 Flat-12                           | F     | Chris Amon           | 5-6, 9-10, 12       |
| LEC Refrigeration Racing                                                  | March        | 731             | Ford Cosworth DFV 3.0 V8                             | G     | David Purley         | 6, 9-11, 13         |
| Hesketh Racing                                                            | March        | 731             | Ford Cosworth DFV 3.0 V8                             | G     | James Hunt           | 6, 8-10, 12, 14-15  |
| Team Pierre Robert                                                        | March        | 731             | Ford Cosworth DFV 3.0 V8                             | G     | Reine Wisell         | 7                   |
| Team Ensign                                                               | Ensign       | N173            | Ford Cosworth DFV 3.0 V8                             | F     | Rikky von Opel       | 8-10, 12-15         |

## Résumé du championnat du monde 1973
Pour l'ouverture de la saison le Suisse Clay Regazzoni crée la surprise en signant la pole position et en menant les premiers tours du Grand Prix d'Argentine au volant d'une BRM sur le déclin depuis plusieurs années. Il perd rapidement pied et se fait déborder par François Cevert qui ne peut lui-même résister au retour final du champion du monde en titre Emerson Fittipaldi, qui s'impose à nouveau en survolant deux semaines plus tard à domicile le premier Grand Prix du Brésil de l'histoire.
Adversaire désigné de Fittipaldi en début de saison, le double champion du monde Jackie Stewart ouvre son compteur en Afrique du Sud, dans une course demeurée fameuse par l'image du Britannique Mike Hailwood qui a plongé dans les flammes pour sauver la vie de Clay Regazzoni, prisonnier de sa voiture après un carambolage en début d'épreuve.
En Espagne, Fittipaldi prend le large au championnat en signant sa troisième victoire en quatre courses mais Stewart réplique en Belgique. Le duel Stewart-Fittipaldi se poursuit à Monaco, avec un nouveau succès du pilote britannique, vainqueur d'un souffle devant son adversaire brésilien. Stewart revient alors à seulement 4 points de Fittipaldi au championnat. Avec 25 succès, Stewart égale le record de victoires de son compatriote Jim Clark.
Pour le premier Grand Prix de Suède, le régional de l'étape Ronnie Peterson se met en évidence en dominant la majeure partie de la course avant de rencontrer des soucis de pneumatiques et céder la victoire à Denny Hulme. Deux semaines plus tard, Peterson remporte au Paul Ricard la première victoire de sa carrière en Formule 1. Il a bénéficié il est vrai de l'accrochage de son coéquipier Emerson Fittipaldi, alors en lutte en tête de la course avec le bouillant sud-africain Jody Scheckter. L'autre grand bénéficiaire des malheurs de Fittipaldi est Jackie Stewart qui prend pour un point les commandes du championnat du monde. 
Jody Scheckter refait parler de lui au Grand Prix suivant à Silverstone en provoquant à l'issue du premier tour l'un des plus grands carambolages de l'histoire de la Formule 1 (10 pilotes éliminés). Les leaders du championnat échappent au chaos de manière provisoire : Stewart part à la faute tandis que Fittipaldi renonce sur casse mécanique. La victoire revient ainsi à Peter Revson sur la seconde McLaren.
Le championnat bascule à Zandvoort où, victime d'un gros crash lors des essais, Fittipaldi prend le départ de la course puis renonce au bout de quelques tours, sa cheville blessée le faisant trop souffrir. Facile vainqueur, Stewart prend le large au championnat. En début de course, le jeune espoir britannique Roger Williamson reste prisonnier de sa voiture en feu et décède malgré les efforts désespérés de David Purley pour le sauver.
En Allemagne, face à un Fittipaldi affaibli et jamais en mesure de se battre avec les meilleurs (il terminera finalement sixième), Stewart décroche une nouvelle victoire avec la complicité de son coéquipier François Cevert, sagement resté dans ses roues alors qu'il semblait plus rapide.
Avec 18 points de retard à 4 manches de la fin du championnat, Fittipaldi joue l'une de ses dernières cartes en Autriche. Dominateur, il est pourtant contraint à l'abandon en vue de l'arrivée et cède la victoire à Peterson tandis que Stewart, deuxième, porte son avance à 24 points. L'Écossais coiffe définitivement sa troisième couronne mondiale à Monza grâce à la complicité de Ronnie Peterson qui s'impose d'un souffle devant son coéquipier Fittipaldi, le privant ainsi de ses ultimes espoirs au championnat. 
Au Canada, dans une épreuve sans enjeu, où l'on parle surtout des rumeurs de départ à la retraite du tout frais champion du monde Jackie Stewart, la victoire revient à Peter Revson au terme d'un scénario pour le moins confus. Revson a en effet profité du mauvais placement de la voiture de sécurité, dont c'était la toute première apparition, en F1 pour prendre le meilleur sur Fittipaldi.
La saison s'achève dans la tristesse à Watkins Glen. Vainqueur sur ce même circuit deux ans plus tôt et devenu l'une des stars de la F1, François Cevert se tue lors des essais. En signe de deuil, l'écurie Tyrrell se retire du Grand Prix. La victoire revient à Peterson, alors que Jackie Stewart annonce sa retraite quelques jours plus tard, comme cela était pressenti depuis plusieurs semaines.

## Grands Prix de la saison 1973
| no  | Date         | Grand Prix                    | Lieu           | Vainqueur          | Écurie       | Pole position      | Record du tour                 | Résumé |
| --- | ------------ | ----------------------------- | -------------- | ------------------ | ------------ | ------------------ | ------------------------------ | ------ |
| 221 | 28 janvier   | Grand Prix d'Argentine        | Buenos Aires   | Emerson Fittipaldi | Lotus-Ford   | Clay Regazzoni     | Emerson Fittipaldi             | Résumé |
| 222 | 11 février   | Grand Prix du Brésil          | Interlagos     | Emerson Fittipaldi | Lotus-Ford   | Ronnie Peterson    | Emerson Fittipaldi Denny Hulme | Résumé |
| 223 | 3 mars       | Grand Prix d'Afrique du Sud   | Kyalami        | Jackie Stewart     | Tyrrell-Ford | Denny Hulme        | Emerson Fittipaldi             | Résumé |
| 224 | 29 avril     | Grand Prix d'Espagne          | Montjuïc       | Emerson Fittipaldi | Lotus-Ford   | Ronnie Peterson    | Ronnie Peterson                | Résumé |
| 225 | 20 mai       | Grand Prix de Belgique        | Zolder         | Jackie Stewart     | Tyrrell-Ford | Ronnie Peterson    | François Cevert                | Résumé |
| 226 | 3 juin       | Grand Prix de Monaco          | Monaco         | Jackie Stewart     | Tyrrell-Ford | Jackie Stewart     | Emerson Fittipaldi             | Résumé |
| 227 | 17 juin      | Grand Prix de Suède           | Anderstorp     | Denny Hulme        | McLaren-Ford | Ronnie Peterson    | Denny Hulme                    | Résumé |
| 228 | 1er juillet  | Grand Prix de France          | Le Castellet   | Ronnie Peterson    | Lotus-Ford   | Jackie Stewart     | Denny Hulme                    | Résumé |
| 229 | 14 juillet   | Grand Prix de Grande-Bretagne | Silverstone    | Peter Revson       | McLaren-Ford | Ronnie Peterson    | James Hunt                     | Résumé |
| 230 | 29 juillet   | Grand Prix des Pays-Bas       | Zandvoort      | Jackie Stewart     | Tyrrell-Ford | Ronnie Peterson    | Ronnie Peterson                | Résumé |
| 231 | 5 août       | Grand Prix d'Allemagne        | Nürburgring    | Jackie Stewart     | Tyrrell-Ford | Jackie Stewart     | Carlos Pace                    | Résumé |
| 232 | 19 août      | Grand Prix d'Autriche         | Österreichring | Ronnie Peterson    | Lotus-Ford   | Emerson Fittipaldi | Carlos Pace                    | Résumé |
| 233 | 9 septembre  | Grand Prix d'Italie           | Monza          | Ronnie Peterson    | Lotus-Ford   | Ronnie Peterson    | Jackie Stewart                 | Résumé |
| 234 | 23 septembre | Grand Prix du Canada          | Mosport        | Peter Revson       | McLaren-Ford | Ronnie Peterson    | Emerson Fittipaldi             | Résumé |
| 235 | 7 octobre    | Grand Prix des États-Unis     | Watkins Glen   | Ronnie Peterson    | Lotus-Ford   | Ronnie Peterson    | James Hunt                     | Résumé |

| Date    | Grand Prix                        | Lieu         | Vainqueur      | Écurie            | Pole position        | Record du tour                                  | Résumé |
| ------- | --------------------------------- | ------------ | -------------- | ----------------- | -------------------- | ----------------------------------------------- | ------ |
| 18 mars | VIII Daily Mail Race of Champions | Brands Hatch | Peter Gethin   | Chevron-Chevrolet | Jean-Pierre Beltoise | Jean-Pierre Beltoise Niki Lauda Ronnie Peterson | Résumé |
| 8 avril | XXV BRDC International Trophy     | Silverstone  | Jackie Stewart | Tyrrell-Ford      | Emerson Fittipaldi   | Ronnie Peterson                                 | Résumé |

## Classement des pilotes
| Classement | Pilote               | Points |
| ---------- | -------------------- | ------ |
| Champion   | Jackie Stewart       | 71     |
| 2e         | Emerson Fittipaldi   | 55     |
| 3e         | Ronnie Peterson      | 52     |
| 4e         | François Cevert      | 47     |
| 5e         | Peter Revson         | 38     |
| 6e         | Denny Hulme          | 26     |
| 7e         | Carlos Reutemann     | 16     |
| 8e         | James Hunt           | 14     |
| 9e         | Jacky Ickx           | 12     |
| 10e        | Jean-Pierre Beltoise | 9      |
| 11e        | Carlos Pace          | 7      |
| 12e        | Arturo Merzario      | 6      |
| 13e        | George Follmer       | 5      |
| 14e        | Jackie Oliver        | 4      |
| 15e        | Andrea De Adamich    | 3      |
| 16e        | Wilson Fittipaldi    | 3      |
| 17e        | Niki Lauda           | 2      |
| 18e        | Clay Regazzoni       | 2      |
| 19e        | Howden Ganley        | 1      |
| 20e        | Gijs van Lennep      | 1      |
| 21e        | Chris Amon           | 1      |

## Classement des constructeurs
| Classement | Écurie            | Points |
| ---------- | ----------------- | ------ |
| Champion   | Lotus-Ford        | 92     |
| 2e         | Tyrrell-Ford      | 82     |
| 3e         | McLaren-Ford      | 58     |
| 4e         | Brabham-Ford      | 22     |
| 5e         | March-Ford        | 14     |
| 6e         | Ferrari           | 12     |
| 7e         | BRM               | 12     |
| 8e         | Shadow-Ford       | 9      |
| 9e         | Surtees-Ford      | 7      |
| 10e        | Iso Marlboro-Ford | 2      |
| 11e        | Tecno             | 1      |
| 12e        | Ensign-Ford       | 0      |